# Cserehát

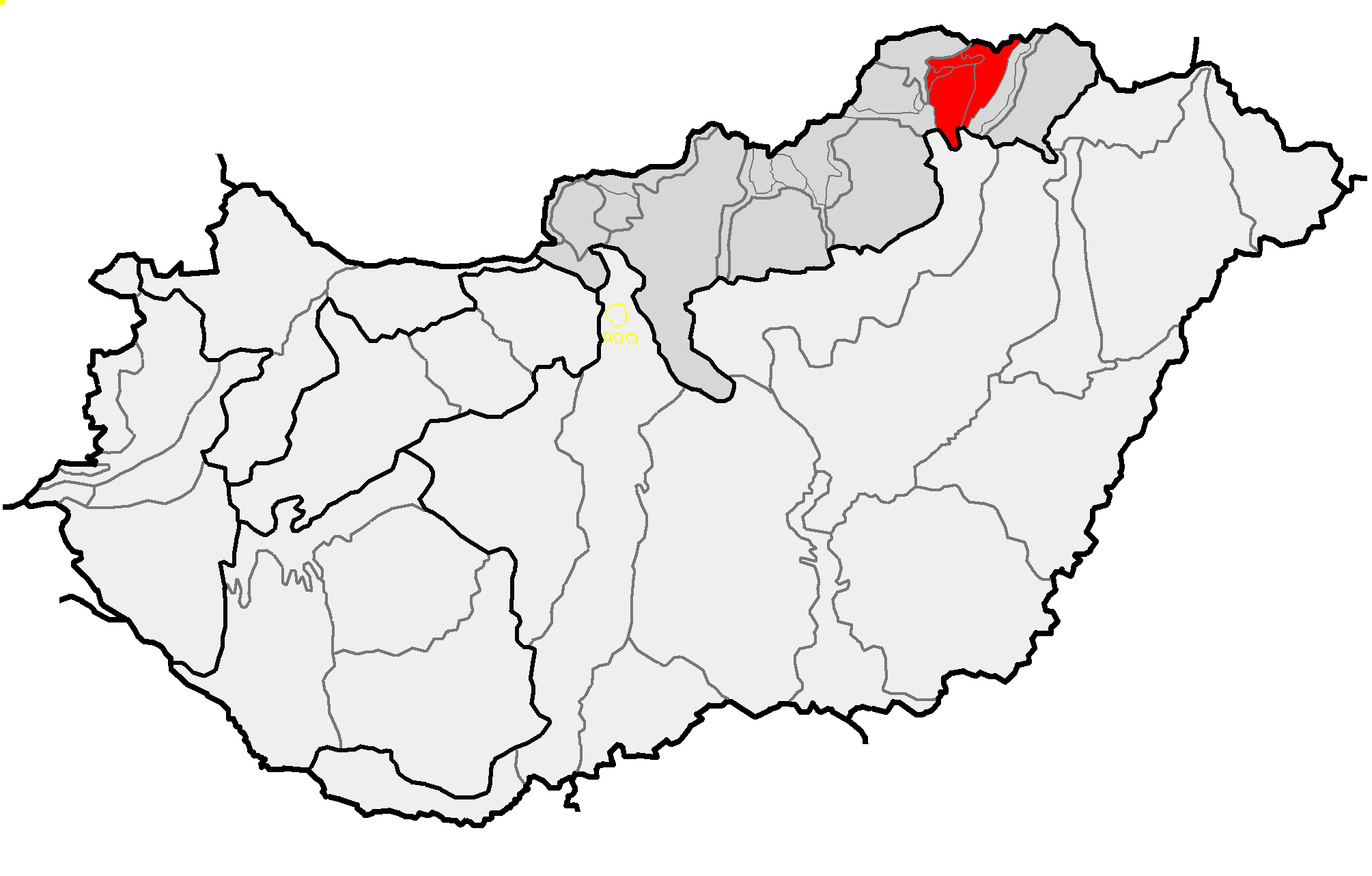
Położenie na mapie Węgier

Cserehát (516.3) – makroregion geograficzny w Wewnętrznych Karpatach Zachodnich. Leży w północno-wschodnich Węgrzech, nad granicą ze Słowacją.
Cserehát to pagórkowata wyżyna o charakterystycznym kształcie trójkąta skierowanego ostrzem na południe. Region ten wdziera się klinem między Góry Tokajsko-Slańskie a Średniogórze Północnowęgierskie (do którego bywa zaliczany mimo braku charakteru górskiego). Na zachodzie doliny Bodvy i Sajó dzielą Cserehát od Krasu Słowacko-Węgierskiego (Aggtelek). Na wschodzie dolina Hornadu oddziela Cserehát od Gór Tokajsko-Slańskich (Zempléni hegység). Na północy Cserehát graniczy z Kotliną Koszycką, od której oddziela go pas niewysokich wzniesień – Wzgórz Bodwiańskich (Bodvianska pahorkatina). Powierzchnia regionu wynosi około 600 km². Zachodnią część regionu, nad Bodvą, tworzą tzw. góry wyspowe Szendrő o nieco bardziej zróżnicowanej rzeźbie.
Krajobraz Cserehát tworzą szerokie doliny i niewysokie wzgórza, o przeciętnej wysokości 300–320 m n.p.m. Najwyższe wzniesienie regionu – Szár hegy (514 m n.p.m.) – leży na zachodnim krańcu Wzgórz Bodwiańskich. Drugim co do wysokości punktem regionu jest wzgórze Kecske-pad (339 m n.p.m.), leżące w jego północnej części. Wzgórza Cserehát są zbudowane głównie z iłów i piasków, jedynie góry wyspowe Szendrő są utworzone z twardych skał paleozoicznych. Gleby regionu są gliniaste lub gliniasto-lessowe.
Niemal do czasów współczesnych Cserehát był mocno zalesiony, jednak lasy zostały całkowicie wycięte w XIX wieku. Od tej pory region ma charakter rolniczy. Pola uprawne leżą na wzgórzach, ich południowe zbocza zajmują winnice, zaś osiedla znajdują się w dolinach. Jedynie pas gór wyspowych Szendrő jest w większości zalesiony.
Cserehát jest dość gęsto zaludniony – zamieszkuje go około 100 tysięcy ludzi. Sieć osadniczą tworzą niewielkie wioski w dolinach. Nie ma tu dużych miast – najbliższy Miszkolc leży już na zachód od Sajó. Największym miasteczkiem jest Encs. Obecnie zaludnienie regionu spada wskutek jego zacofania gospodarczego.
Wskutek wojen w XVI i w XVII wieku region został niemal całkowicie wyludniony. W XVIII wieku zasiedlili go powtórnie Słowacy i Rusini, który szybko ulegli madziaryzacji. Dziś jedynym świadectwem niemadziarskich korzeni ludności tego regionu są dość gęsto rozsiane cerkwie greckokatolickie.